# シアレ・ピウタウ
シアレ・ピウタウ（Siale Piutau、1985年10月13日 - ）は、ニュージーランド・オークランド出身のトンガのラグビー選手。弟のチャールズもラグビー選手。
2010年にチーフスでスーパー14デビューもその試合で負傷。スーパー15に変わった翌シーズンはハイランダーズに移籍し2シーズンプレー。
2012年、トップリーグのヤマハ発動機ジュビロ(現・静岡ブルーレヴズ)に加入。
2016年2月、イングランド・プレミアシップのワスプスに期限付き移籍。
同年オフ、ヤマハに復帰、2016-17シーズンまで所属した。
2017年、イングランド2部に当たるチャンピオンシップのブリストル・ベアーズに移籍。
2021年、ジャパンラグビーリーグワンの清水建設江東ブルーシャークスに加入。
2022年2月6日に行われたJAPAN RUGBY LEAGUE ONE第3節クリタウォーターガッシュ昭島戦にて途中出場で日本での公式戦初出場を果たした。
トンガ代表としてワールドカップに2011年と2015年と2019年の3大会連続で出場している。